# 鸣水桥
27°53′33″N 115°34′52″E / 27.89250°N 115.58111°E
鸣水桥位于中国江西省樟树市閤皂山凌云峰峡山口，建于北宋政和元年（1111年），是江西省除庐山观音桥之外的唯一一座有绝对纪年的北宋石拱桥。1957年被列为为江西省文物保护单位，2006年被列为第六批全国重点文物保护单位。
鸣水桥建于峡山口峡谷悬崖上，长7.3米，宽6.8米，为石砌单孔，拱高2.5米，宽2.6米，拱壁两侧刻有“大宋政和元年辛卯岁阁皂山道众化缘信”及“人财物建此石桥至四年冬至日毕工谨题”34字。桥上原有亭一座，木石结构，称鸣水亭或鸣水台，于清初被焚毁，1934年重建后，又于1958年修建公路被拆除。